# Pakistans præsidenter
Pakistans præsident (Urdu: صدر مملکت Sadr-e-Mumlikat) er landets officielle statsoverhoved. Pakistans forfatning (paragraf 41 stk.3) foreskriver, hvorledes præsidenten vælges af et valgkollegie bestående af Palamentets to kamre, Senatet (det indirekte valgte overhus) og Nationalforsamlingen (National Assembly = det direkte valgte underhus). Derudover indgår de direkte valgte Provinsforsamlinger (Provincial Assembly) i valgkollegiet.
Da Pakistan i 1947 opnåede selvstændighed, blev landet en dominion inden for British Commonwealth med den britiske monark som landets officielle statsoverhoved, repræsenteret i Pakistan af Generalguvernøren af Pakistan. Da Pakistan i 1956 udarbejdede landets første forfatning og blev en republik, blev den britiske dronning og hendes repræsentant Generalguvernøren erstattet som Pakistans statsoverhoved med etablering af positionen som Præsident af Pakistan.

## Pakistans præsidenter fra 1956 til i dag
| Navn | Navn                                           | Portræt                                         | Tiltrådt           | Fratrådt           | Politisk parti                              |
| ---- | ---------------------------------------------- | ----------------------------------------------- | ------------------ | ------------------ | ------------------------------------------- |
| 1    | Iskandar Mirza                                 |                                                 | 23. marts 1956     | 27. oktober 1958   | Republican Party                            |
| 2    | Muhammad Ayub Khan                             |                                                 | 27. oktober 1958   | 25. marts 1969     | Militærregering                             |
| 3    | Yahya Khan                                     | Fil:General Yahya Khan portrait, circa 1966.jpg | 25. marts 1969     | 20. december 1971  | Militærregering                             |
| 4    | Zulfikar Ali Bhutto                            |                                                 | 20. december 1971  | 13. august 1973    | Pakistan Peoples Party                      |
| 5    | Fazal Ilahi Chaudhry                           |                                                 | 13. august 1973    | 16. september 1978 | Pakistan Peoples Party                      |
| 6    | Muhammad Zia-ul-Haq                            |                                                 | 16. september 1978 | 17. august 1988    | Militærregering                             |
| 7    | Ghulam Ishaq Khan                              |                                                 | 17. august 1988    | 18. juli 1993      | Independent                                 |
| 8    | Wasim Sajjad                                   |                                                 | 18. juli 1993      | 14. november 1993  | Pakistan Muslim League (N)                  |
| 9    | Farooq Leghari                                 |                                                 | 14. november 1993  | 2. december 1997   | Pakistan Peoples Party                      |
| 10   | Wasim Sajjad                                   |                                                 | 2. december 1997   | 1. januar 1998     | Pakistan Muslim League (N)                  |
| 11   | Muhammad Rafiq Tarar                           |                                                 | 1. januar 1998     | 20. juni 2001      | Pakistan Muslim League (N)                  |
| 12   | Pervez Musharraf                               |                                                 | 20. juni 2001      | 18. august 2008    | Militærregering/ Pakistan Muslim League (Q) |
| 13   | Muhammad Mian Soomro (midlertidigt fungerende) |                                                 | 18. august 2008    | 9. september 2008  | Pakistan Muslim League (Q)                  |
| 14   | Asif Ali Zardari                               |                                                 | 9. september 2008  | 8. september 2013  | Pakistan Peoples Party                      |
| 15   | Mamnoon Hussain                                |                                                 | 9. september 2013  | 9. september 2018  | Pakistan Muslim League (N)                  |
| 16   | Arif Alvi                                      |                                                 | 9. september 2018  | 10. marts 2024     | Pakistan Tehreek-e-Insaf                    |
| (14) | Asif Ali Zardari                               |                                                 | 10. marts 2024     |                    | Pakistan Peoples Party                      |